# Robleda (Salamanca)
Robleda (Robrea en asturleonés) es un municipio y localidad española de la provincia de Salamanca, en la comunidad autónoma de Castilla y León. El término municipal, que se integra dentro de la comarca de Ciudad Rodrigo y las subcomarcas del Campo de Robledo y El Rebollar, tiene una población de 457 habitantes (INE 2024).

## Geografía
Su término municipal incluye un solo núcleo de población y ocupa una superficie total de 78,85 km².

## Historia
La fundación de Robleda se remonta a la repoblación efectuada por los reyes de León en la Edad Media, quedando encuadrada en el Campo de Robledo de la Diócesis de Ciudad Rodrigo tras la creación de la misma por parte del rey Fernando II de León en el siglo XII, denominado entonces Robreda. Con la creación de las actuales provincias en 1833, Robleda quedó encuadrado en la provincia de Salamanca, dentro de la Región Leonesa.
A mediados del siglo XIX el lugar tenía contabilizada una población de 1388 habitantes. Aparece descrito en el decimotercer volumen del Diccionario geográfico-estadístico-histórico de España y sus posesiones de Ultramar de Pascual Madoz de la siguiente manera:

ROBLEDA: l. con ayunt. en la prov. de Salamanca, part. jud. y dióc. de Ciudad-Rodrigo (4 leg.), aud. terr. de Valladolid y c. g. de Castilla la Vieja. sit. la mitad en un alto y la otra en una ladera que divide un arroyo de muy poca agua; el clima es templado y las enfermedades mas comunes catarrales y constipados. Se compone de 370 casas bajas, una posada perteneciente á los propios; escuela de instruccion primaria, un pósito, cárcel y casa de concejo, todo en un solo edificio no muy sólido; igl. parr. (La Asuncion de Ntra. Sra.), servida por un cura de segundo ascenso y de provision ordinaria; dos ermitas, una en el pueblo dedicada al Sto. Cristo de la Salud, y otra en una altura con la advocacion de San Juan. Confina el térm. por el N. con el r. Agueda; E. con el de Saugo; S. con Villas Rubias, y O. el precitado r., que pasa a 1/4 de leg. de la pobl,; sus aguas no se aprovechan mas que para dar impulso á dos molinos harineros. Tambien por la parte E. corre el r. Mayas, que uno y otro llevan su cauce por terreno quebrado. Én las inmediaciones del pueblo hay varios manantiales de cuyas aguas usan los vec. El terreno es montuoso, poblado de bardales y algunos robles; hay varias deh. con pastos para los ganados, la naturaleza de aquel es mala por ser todo pizarroso. Los caminos comunican con los pueblos inmediatos, y ademas pasa uno que se dirige desde Castilla á Estremadura. El correo se recibe de la cab. del part. prod.: trigo de inferior calidad, centeno y muchas patatas; hay abundante cria de ganado lanar, vacuno y de cerda, y mucha caza menor; de las sierras bajan lobos y jabalíes que hacen gran daño en los ganados y patatares. pobl.: 370 vec., 1,388 alm. riqueza prod.: 1.223,870 rs. imp.: 61,179.
(Madoz, 1849, p. 522)

## Demografía
Cuenta con una población de 457 habitantes (INE 2024).
| Gráfica de evolución demográfica de Robleda entre 1842 y 2021                                                         |
| |
| Población de derecho según los censos de población del INE. Población de hecho según los censos de población del INE. |

## Cultura

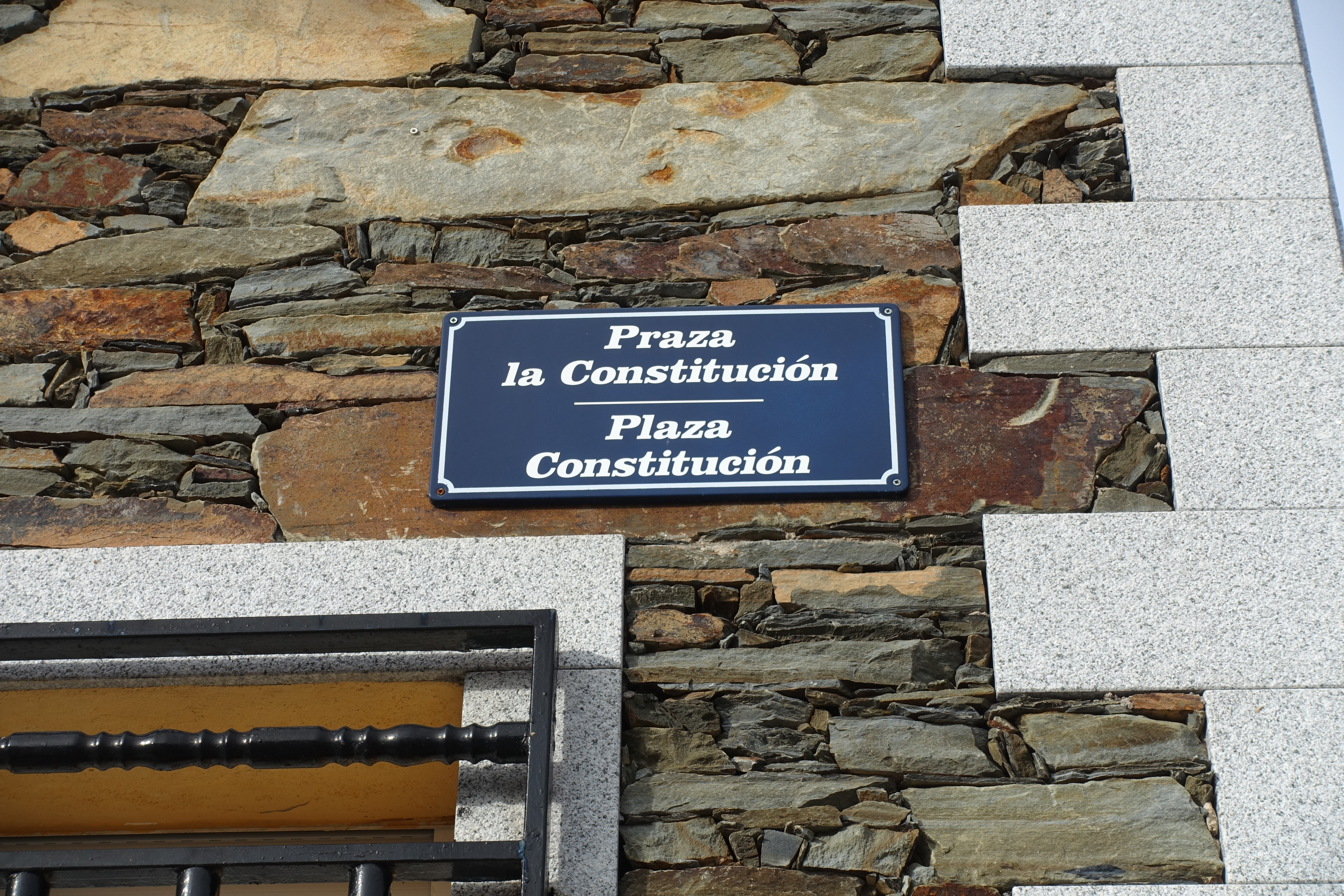
Placa bilingüe

Robleda tiene la peculiaridad del empleo del habla de El Rebollar por sus habitantes, variedad del leonés que se conserva en la comarca de El Rebollar. De hecho, la localidad de Robleda es la única, en toda la provincia de Salamanca, con los carteles de las calles bilingües, en leonés y en castellano, y tiene señalizados los caminos en "la palra d'El Rebollal", lo que hace que, en cierto modo, la variedad local de la lengua leonesa tenga un cierto grado de protección.

## Administración y política

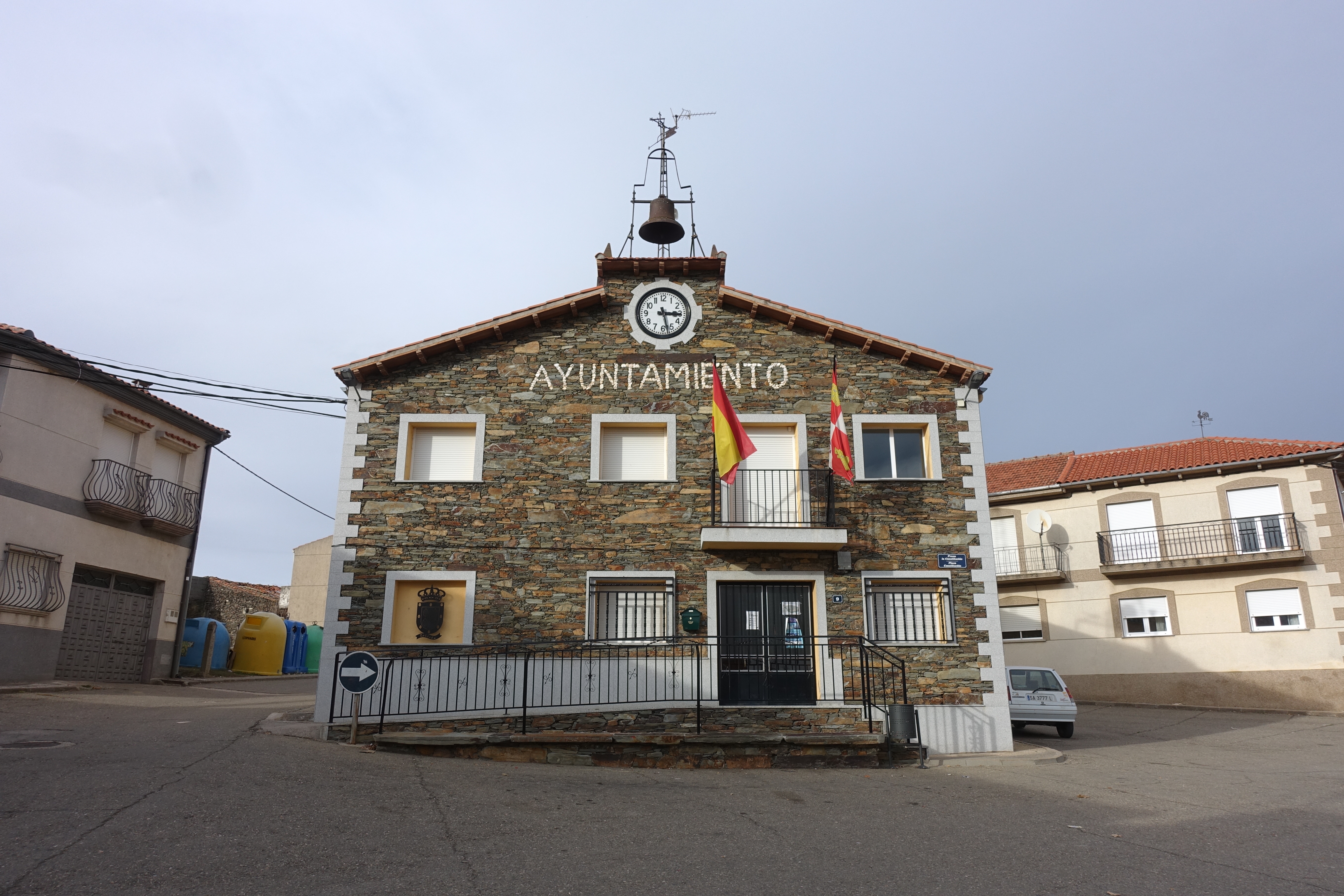
Casa consistorial

| Partido político                              | 2019  | 2019  | 2019       | 2015  | 2015  | 2015       | 2011  | 2011  | 2011       | 2007  | 2007  | 2007       | 2003  | 2003  | 2003       |
| Partido político                              | %     | Votos | Concejales | %     | Votos | Concejales | %     | Votos | Concejales | %     | Votos | Concejales | %     | Votos | Concejales |
| Partido Socialista Obrero Español (PSOE)      | 70,78 | 235   | 5          | 61,92 | 226   | 5          | 54,72 | 226   | 4          | 56,22 | 217   | 4          | 51,90 | 219   | 4          |
| Partido Popular (PP)                          | 27,41 | 91    | 2          | 36,44 | 133   | 2          | 43,10 | 178   | 3          | 42,49 | 164   | 3          | 39,57 | 167   | 3          |
| Unidad Regionalista de Castilla y León (URCL) | —     | —     | —          | —     | —     | —          | —     | —     | —          | —     | —     | —          | 7,11  | 30    | 0          |

## Patrimonio

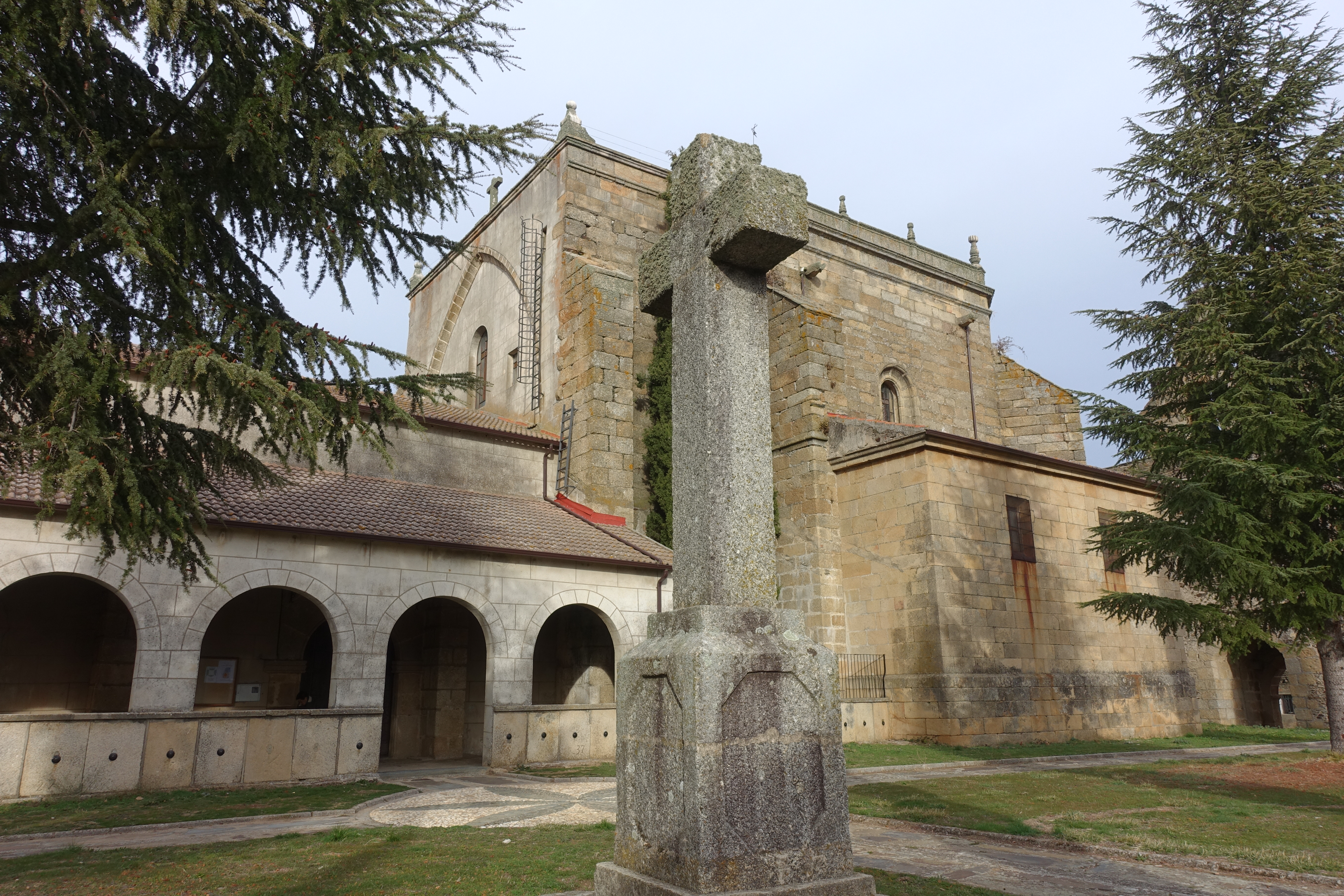
Iglesia de la Asunción

En la localidad hay una iglesia bajo la advocación de la Asunción de Nuestra Señora.

## Símbolos
El escudo heráldico que representa al municipio fue aprobado con el siguiente blasón:

Un campo de oro con 5 piñas de sinople puestas en aspa; la bordura de sinople cargada de 5 bellotas de oro. Al timbre Corona Real Cerrada.

El ayuntamiento no ha adoptado aún una bandera para el municipio.